# Emil Cesar
Emil Cesar [émil cêsar], slovenski literarni zgodovinar, visokošolski predavatelj, urednik, * 16. avgust 1927, Ljubljana, † 12. september 2020, Ljubljana.

## Življenje in delo
Cesar se je rodil v železničarski družini. Leta 1947 je maturiral, potem pa študiral slovenski jezik in književnost na slavističnem oddelku ljubljanske Filozofske fakultete, kjer je diplomiral leta 1953. Po končanem študiju je poučeval na srednjih šolah. Od 1977 je bil predavatelj za novejšo slovensko književnost na Pedagoški akademiji in Pedagoški fakulteti v Ljubljani, leta 1990 je doktoriral.
Literarnozgodovinske prispevke je začel objavljati leta 1954. Proučuje slovensko književnost med obema vojnama in književnost narodnoosvobodilnega boja, zlasti Karla Destovnika Kajuha in proletarske pisce. Opremlja tudi knjige posameznih avtorjev z obširnimi spremnimi besedami, študijami in znanstvenimi komentarji, prav tako pa Zbrana dela in antologije pesništva in proze s tega področja. Od 1982 do 1988 je bil glavni urednik revije Obzornik (Prešernova družba), kjer je skrbel za poudarjeno slovensko podobo revije. Za svoje literarnozgodovinsko delo je prejel več pomembnih republiških nagrad in priznanj.